# Запаси нафти, газу та конденсату
Запасами нафти, газу та конденсату називають масу нафти й конденсату або об'єм газу у виявлених, розвіданих і розроблюваних покладах на дату підрахунку, зведених до стандартних умов (0,1 МПа і 20 оС). При визначенні запасів родовищ обов'язковому підрахунку й обліку підлягають не тільки запаси нафти, газу, конденсату, але й усі цінні компоненти, які містяться в них (етан, пропан, бутан, сірка, гелій, метали), видобуток яких є доцільним.

## Класифікація
Запаси нафти, газу, конденсату і компонентів, що містяться в них, за ступенем вивченості поділяються на категорії А, В, С1, С2:
- Категорія А — запаси покладу (його частини) вивчені детально. Обчислюються у покладі (його частині), який розбурений згідно із затвердженим проєктом розробки родовища нафти або газу.

- Категорія В — запаси покладу (його частини), нафтогазоносність якого виявлена на основі одержаних промислових припливів нафти або газу у свердловинах на різних гіпсометричних відмітках.

- Категорія С1 — запаси покладу (його частини), нафтогазоносність якого виявлена на основі одержаних у свердловинах промислових припливів нафти або газу (частина свердловин випробувана випробовувачем пластів) і позитивних результатів геологічних і геофізичних досліджень у невипробуваних свердловинах.

- Категорія С2 — запаси покладу (його частини), наявність яких обґрунтована даними геологічних або геофізичних досліджень. Підраховуються у нерозвіданих частинах покладу, які прилягають до ділянок із запасом більш високих категорій, у проміжних і вищезалягаючих невипробовуваних пластах розвіданих родовищ.

Запаси нафти, газу, конденсату і компонентів, які містяться в них, поділяють на дві групи: балансові — запаси родовищ (покладів), розробка яких на сучасному етапі економічно доцільна;
забалансові — запаси родовищ (покладів), розробка яких на теперішній час економічно недоцільна, або технологічно і технічно неможлива, але які у майбутньому можуть бути переведені в балансові.
У групі балансових запасів виділяють видобувні запаси, тобто ту їх частину, яку можна видобути з надр при сучасному рівні техніки й технології видобутку.

## Загальна характеристика запасів природного газу, нафти та конденсату України

### Станом на 2012 рік
Станом на 2012 рік, за даними, наведеними Я. С. Витвицьким та І. М. Іванченком (ІФНТУНГ), початкові потенційні ресурси вуглеводнів України в переліку на умовне паливо оцінюються в
9 322,7 млн т, із яких нафта з конденсатом становить 1 643,4 млн т (17,6 %). Початкові розвідані запаси вуглеводнів (категорії А+В+С1), що розробляються, дорівнюють 3 501,1 млн т у.п., початкові ресурси нафти розвідані на 37 %, вільного газу — на 39 %, а ступінь виробленості (частина накопиченого видобутку в початкових потенційних ресурсах) — відповідно 27,4 і 25,5 %, тобто 7 004,3 млн т у.п. (75,1 %) початкових потенційних ресурсів залишаються ще в надрах, із яких 5 821,6 млн т у.п. відносяться до категорії нерозвіданих .

### Станом на 2021 рік
Станом на 01.01.2021 за даними Державної служби геології та надр України загальна кількість газових родовищ в країні — 467 (включно 76 комплексних), нафтових — 216 (включно 127 комплексних) і 269 комплексних родовищ газового конденсату. Відповідно розроблялося 285 газових, 145 нафтових і 191 газоконденсатне родовище. Балансові (видобувні) запаси складали (всього): природного газу — 719 064 млн.м3, нафти — 84 796 тис.т, газового конденсату (комплексні) — 31 562 тис.т. Балансові (видобувні) запаси в розробці відповідно складали: природного газу — 618 719 млн.м3, нафти — 69 949 тис.т, газового конденсату (комплексні) — 27 430 тис.т. Забалансові запаси складали: природного газу — 11 097 млн.м3, нафти — 22 464 тис.т, газового конденсату (комплексні) — 8 449 тис.т. З невизначеним промисловим значенням: природного газу — 373 103 млн.м3, нафти — 226 201 тис.т, газового конденсату (комплексні) — 24 464 тис.т.
Наведемо докладнішу характеристику запасів природного газу, нафти та конденсату України .

#### Природний газ
Родовища газу і газові площі в Україні зосереджені в трьох регіонах: Східному (289), Західному (135) та Південному (43).
Східний нафтогазоносний регіон України є наймолодшим за часом відкриття промислових родовищ вуглеводнів і найбільшим за обсягом розвіданих запасів і видобутком нафти та газу. Родовища нафти та газу Східного регіону приурочені до Дніпровсько-Донецької нафтогазоносної області.
Західний нафтогазоносний регіон України складається з двох провінцій: Балтійсько-Переддобруджинської та Карпатської. У межах першої знаходиться Волино-Подільська нафтогазоносна область, яка розташована в зоні Львівського палеозойського прогину. Українську частину Карпатської провінції складають Передкарпатська і Карпатська нафтогазоносні та Закарпатська газоносна області.
Південний нафтогазоносний регіон України включає південну частину Балтійсько-Переддобруджинської провінції — Переддобруджинську нафтогазоносну область, яка розташована в межах однойменного палеозойського прогину, а також Індоло-Кубанську, Причорноморсько-Кримську нафтогазоносні та Азовсько-Березанську газоносну обла¬сті Причорноморсько-Північно-Кавказько-Мангишлацької провінції.
Вільний газ родовищ висококалорійний (30 — 40 тис. КДж), в основному, не сірчистий, вміст азоту та вуглекислого газу незначний. Густина газу відносно повітря коливається від 0,556 до 1,1. Поточний стан стабільного конденсату в газі змінюється від 1 до 2 265 г/м3. Середній вміст етану, пропану, бутанів у вільному газі становить відповідно: 5,58; 2,06; 0,74 %; гелію — 0,07 %.
Близько 94 % запасів природного газу зосереджені на 443 об'єктах суші, а 6,0 % — на 15 родовищах шельфу Азовського і Чорного морів.
Всього поточні (станом на 2021 р.) потенційні ресурси газу складають 5 506 млрд м3. Доступні для видобутку лише 719,1 млрд м3 газу, решта — потребує додаткового геологічного вивчення.
Основним газовидобувним підприємством України на 2021 р. є АТ «Укргазвидобування» НАК «Нафтогаз України». Незначну кількість видобувають також ПАТ «Укрнафта» та комерційні структури.

#### Нафта і конденсат
Основні запаси і видобуток нафти приурочені до Східного регіону, де зосереджено понад 51 % розвіданих запасів і видобувається 1 125 тис. т нафти в рік (67,3 % від загального видобутку України). На родовищах Західного регіону ці показники становлять відповідно 35,8 % та 32,7 %. На родовищах Південного регіону 13 % та 0 %. У 2020 році з надр видобуто 1671 тис. т нафти. Видобуток конденсату у 2020 році склав 758 тис. т. Балансові (видобувні) запаси нафти вироблені на 80,2 %, а конденсату — на 53,0 %. Перспективні ресурси нафти станом на 01.01.2021 р. враховані на 101 площі та 79 родовищах в кількості 117 314 тис. т, в тому числі на нерозкритих пластах родовищ — 5 795 тис. т, на перспективних площах — 111 519 тис. т.
Основні запаси конденсату (89,6 %) зосереджені в палеозойських відкладах Східного регіону. В Західному регіоні запаси конденсату виявлені в кайнозойських відкладах (4,4 %), в Південному — мезозойських та кайнозойських (6 %). Поточний вміст стабільного конденсату в газі Східного регіону змінюється від 1 до 1 411 г/м3, Західного — від 2 до 2 625 г/м3, Південного — від 4,1 до 843,4 г/м3. Ступінь утилізації конденсату становить 100 %.
Розвіданість початкових потенційних ресурсів нафти дорівнює 34,2 %, конденсату — 83,1 %, а ступінь їх виробленості, відповідно 84,8 % та 20,5 %.
Головним нафтовидобувним підприємством України є ПАТ «Укрнафта». Незначну кількість нафти також видобувають АТ «Укргазвидобування», СП «УкрКарпатОйл», СП «Каштан-Петролеум ЛТД», СП «Полтавська газонафтова компанія», СП «Бориславська нафтова компанія», ЗАТ "Видобувна компанія «Укрнафтобуріння» та інші.